# Des larmes de crocodile
 (octobre 2024).
Des larmes de crocodile (Quackodile Tears) est un cartoon, réalisé par Arthur Davis et sorti en 1962, qui met en scène Daffy Duck sans col blanc.